# Lỗ rò sản khoa
Lỗ rò sản khoa là một tình trạng y tế trong đó một lỗ hình thành phát triển trong kênh sinh nở  như là kết quả của việc sinh con.  Lỗ rò này có thể nằm giữa âm đạo và trực tràng, niệu quản hoặc bàng quang. Nó có thể dẫn đến tiểu tiện không tự chủ hoặc đại tiện không tự chủ.  Các biến chứng có thể bao gồm trầm cảm, vô sinh và cô lập với xã hội.
Các yếu tố rủi ro bao gồm chuyển dạ bị tắc nghẽn, tiếp cận chăm sóc y tế kém, suy dinh dưỡng và mang thai ở tuổi vị thành niên. Cơ chế cơ bản là lưu lượng máu kém đến khu vực bị ảnh hưởng trong một thời gian dài.  Chẩn đoán thường dựa trên các triệu chứng và có thể được hỗ trợ bằng cách sử dụng xanh methylen.
Lỗ rò sản khoa gần như hoàn toàn có thể phòng ngừa được bằng cách sử dụng phương pháp mổ lấy thai thích hợp. Điều trị thường bằng phẫu thuật.  Nếu được điều trị sớm, việc sử dụng ống thông tiểu có thể giúp chữa lành. Tư vấn cũng có thể hữu ích.  Ước tính có khoảng 2 triệu phụ nữ ở châu Phi cận Sahara, châu Á, khu vực Ả Rập và châu Mỹ Latinh có điều kiện, với khoảng 75.000 trường hợp mới phát triển mỗi năm.  Nó rất hiếm khi xảy ra trong thế giới phát triển.  Lỗ rò sản khoa được coi là một căn bệnh của nghèo đói.

## Dấu hiệu và triệu chứng
Các triệu chứng của lỗ rò sản khoa bao gồm:
- Đầy hơi, tiểu tiện không tự chủ hoặc đại tiện không tự chủ, có thể liên tục hoặc chỉ xảy ra vào ban đêm [6][7][8]
- Dịch tiết âm đạo có mùi hôi   [9]
- Nhiễm trùng đường âm đạo hoặc đường tiết niệu lặp đi lặp lại   [10]
- Kích thích hoặc đau ở âm đạo hoặc các khu vực xung quanh  [11][12]
- Đau khi hoạt động tình dục

Các ảnh hưởng khác của lỗ rò sản khoa bao gồm em bé chết non do chuyển dạ kéo dài, xảy ra 85% đến 100% thời gian, loét nghiêm trọng của đường âm đạo, " tụt chân ", đó là liệt hai chi dưới do tổn thương thần kinh, khiến phụ nữ không thể đi lại, nhiễm trùng lỗ rò tạo thành áp xe, và có tới 2/3 phụ nữ bị vô kinh.